# Oldenburgi Vilmos gloucesteri herceg
Oldenburgi Vilmos (London, 1689. július 24. – Windsori kastély, 1700. július 30.), angolul: William of Denmark (Oldenburg), dánul: Vilhelm af Danmark, norvégül: Vilhelm av Danmark, skót gaelül: Uilleam na Danmhairg, dán és norvég királyi herceg, az angol és a skót trón várományosa, Gloucester hercege, Anna brit királynő egyetlen gyermeke, aki túlélte a csecsemőkort. Apja Oldenburgi György dán és norvég királyi herceg, Cumberland hercege.

## Élete, származása

Vilmos herceg címere

Vilmos születésekor anyja még csak a brit trón örököse volt. Szülei hetedik gyermekeként látta meg a napvilágot, ám hat idősebb testvére (három nővére és három fivére) korán meghalt. III. Vilmos angol király (a kis Vilmos herceg anyjának, Annának a sógora, hiszen Anna nővére, II. Mária brit királynő volt III. Vilmos hitvese) a Gloucester hercege címet adta a csecsemőnek, illetve kitüntette a Térdszalagrenddel. Kilencévesen már saját udvartartása volt.

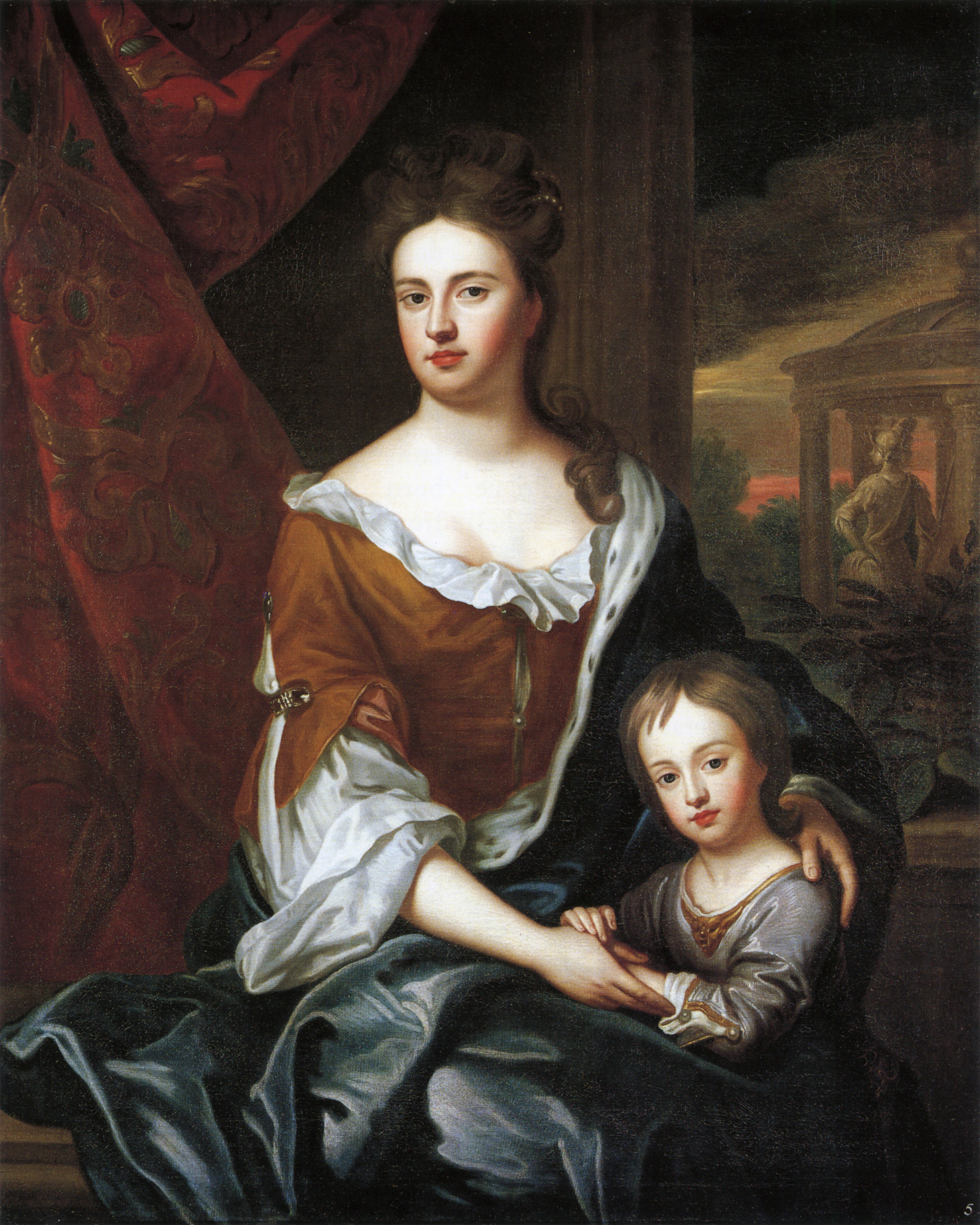
Anya és fia

Szüleinek az egyetlen gyermeke volt, aki a csecsemőkort túlélte, de Vilmos egészsége sem volt tökéletes. Születése után nem sokkal magas lázzal járó görcsrohamok fogták el és szülei attól tartottak, hogy meghal. Ezt követően anyja a csecsemővel a Kensington-palota közelében lévő Campden House-ba költözött, mert azt tartotta, hogy ott jobb a levegő, mint Londonban. Hároméves korában Vilmos még nem tudott se járni, se beszélni. Fizikai fejletlensége ellenére szellemi képességei korának megfelelők voltak és Vilmos állítólag igen éles elméjű volt. Tizenegy évesen, pár nappal a születésnapi ünnepségek után, Vilmos megbetegedett. Az orvosok feketehimlőre gyanakodtak és a korra jellemző hatástalan beavatkozások elvégzése ellenére Vilmos pár napon belül elhunyt. A halála után elvégzett boncolás kimutatta, hogy egy születési rendellenességben, azaz vízfejűségben szenvedett. A Westminster-apátságban temették el.

## Egyéb
Az amerikai Virginia gyarmat fővárosának, Williamsburgnek az egyik főutcáját a herceg tiszteletére nevezték el. A széles Duke of Gloucester Street az állami törvényhozás épületétől a kormányzói palota előtt a College of William and Maryig húzódik.

## Külső hivatkozások
A brit uralkodók leszármazási adatai és címerei
| Előző Stuart Henrik | Gloucester hercege 1689 – 1700 | Következő Hannoveri Frigyes |